# Blanca Porcel de Riccobelli
Blanca Felisa Porcel de Riccobelli (Pinto, 8 de enero de 1943) es una maestra y política argentina que ocupó diferentes cargos públicos en la provincia de Santiago del Estero.

## Biografía
En 1964 se recibió de maestra normal nacional. Desde 1991 a 1993 fue concejal de Pinto, su ciudad natal.
En 2005 comenzó a militar en el Frente Cívico por Santiago, resultando electa diputada provincial en ese año. En 2007, el entonces vicegobernador de la provincia, Emilio Rached, debió renunciar a su cargo para asumir como senador nacional; Blanca Porcel fue propuesta dentro de una terna de diputados para ocupar dicha vacante en el poder ejecutivo, de acuerdo a lo reglamentado por la constitución provincial. Porcel fue elegida por la Cámara de Diputados como vicegobernadora de la provincia de Santiago del Estero, acompañando a Gerardo Zamora hasta el fin de su primer mandato como gobernador en 2009.
En 2009 y 2013 fue elegida nuevamente como diputada provincial, ocupando a su vez el cargo de Presidenta provisional de la Cámara de Diputados de Santiago del Estero desde 2009 a 2017.
En 2017, tras la renuncia de Gerardo Zamora a la banca de senador nacional para jurar por tercera vez como gobernador, Blanca Porcel asumió como senadora nacional por ser la suplente inmediata en la lista. Porcel ocupó ese cargo hasta el fin de su mandato en diciembre de 2019.